# Фрайтас, Роберт
Роберт Фрайтас (англ. Robert Freitas, род.1952) — исследователь в области наномедицины, один из четырёх исследователей в некоммерческой организации Институт Молекулярного Производства в Пало-Альто, Калифорния.

## Биография
В 1974 получил степень бакалавра наук по физике и психологии в Харви-Мадд-колледже, а в 1978 также степень доктора юридических наук в Университете Санта-Клара. Он написал более чем 150 технических описаний, книжных глав и популярных статей на различные научные, инженерные, и юридические темы. Он является соредактором анализа NASA 1980 года о возможности создания самопроизводящихся космических фабрик и автор первого технического описания гипотетического медицинского наноробота, которое было опубликовано в научном журнале.
В 1977—78 Роберт Фрайтас создал концепт Коэффициента Разумности, как способ описать обработку информации в живом организме.
Фрайтас — автор первого технического исследования потенциального медицинского применения гипотетической молекулярной нанотехнологии и гипотетической медицинской нанороботехнике. Том IA был опубликован в Октябре 1999 Landes Bioscience, когда Фрайтас был исследователем в Институте Молекулярного Производства. Он опубликовал Том II в Октябре 2003 с Landes Bioscience, во время работы исследователем в Zyvex Corp., нанотехнологической компании в штаб-квартире в Ричардсон, Техас, в течение 2000—2004. Сейчас Фрайтас завершает Nanomedicine Том IIB и III и исследует гипотетический алмазный механосинтез и гипотетический молекулярный ассемблер-дизайн, которого был разработан в Институте Молекулярного Производства.
Также в 2004 Роберт Фрайтас и Ральф Меркле в соавторстве опубликовали Kinematic Self-Replicating Machines, первое исследование в области физических и гипотетических самопроизводящихся машин. Книга доступна онлайн в HTML-формате. В 2006 Фрайтас и Меркле основали Nanofactory Collaboration, исследовательскую программу для разработки первой алмазоидной нанофабрики.
В 2006 Фрайтас был награждён Guardian Award от Lifeboat Foundation, и получил в 2007 Foresight Prize in Communication от Foresight Nanotech Institute.